# Kampehl
Kampehl ist ein Ortsteil von Neustadt (Dosse) im Landkreis Ostprignitz-Ruppin in Brandenburg (Deutschland).

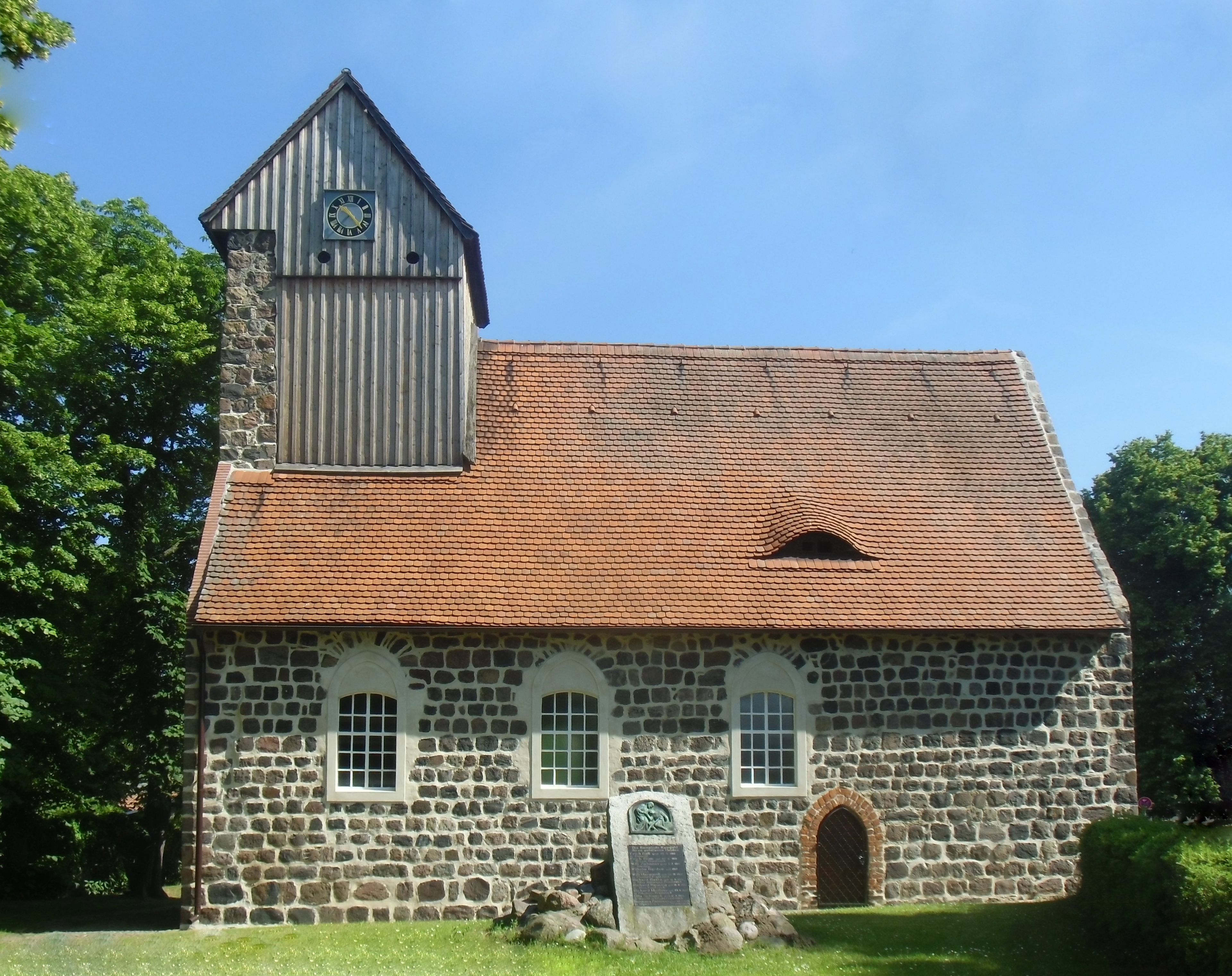
Dorfkirche Kampehl

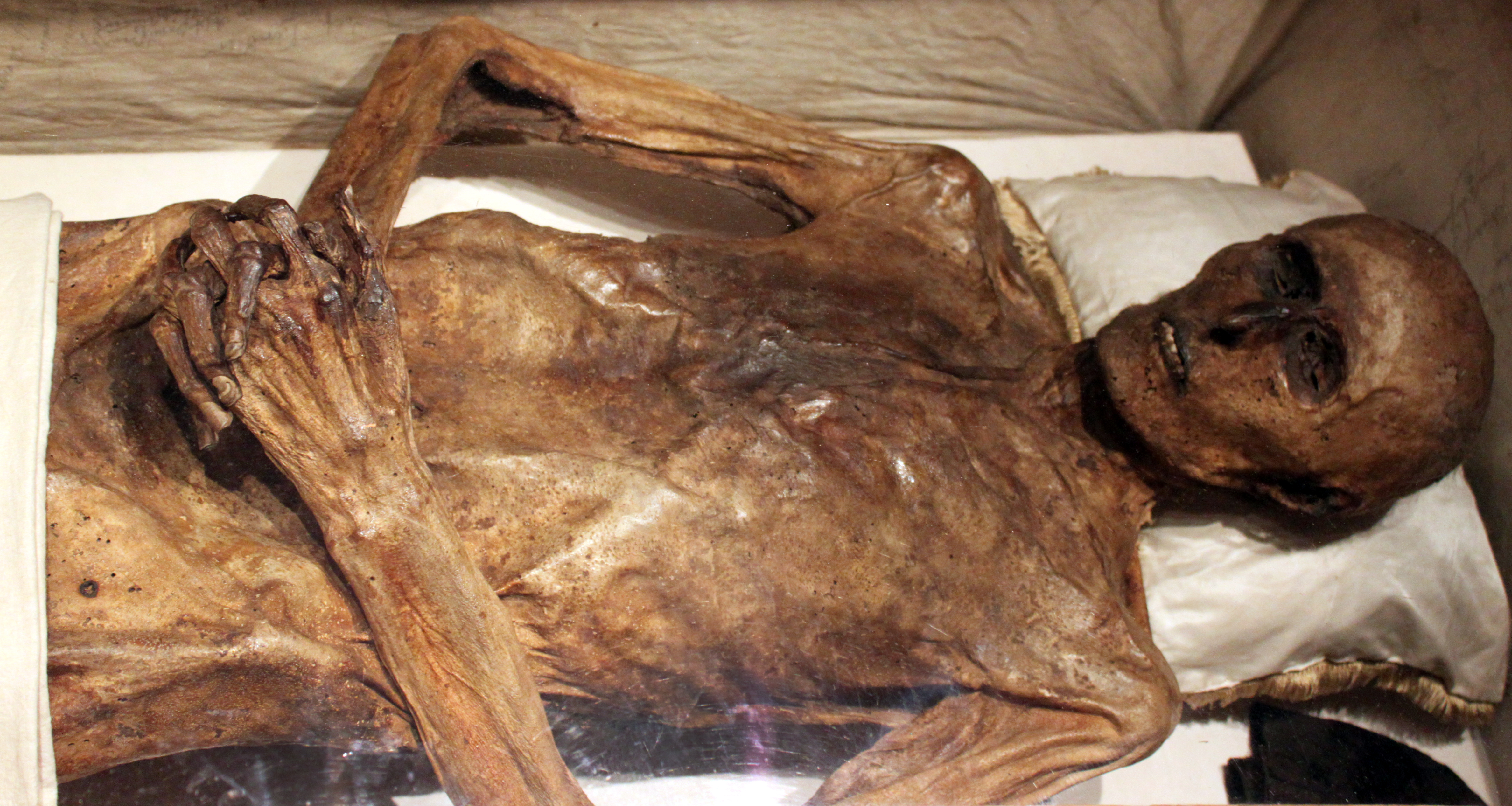
Mumie des Christian Friedrich von Kahlbutz

## Ortsgeschichte
Der Ortsname ist slawischen Ursprungs. Der ursprüngliche Name „Campiel“ bedeutet Bad und weist auf die benachbarten Flüsse Dosse und Schwenze hin. Um 1490 gehörte Kampehl zur im Kern reichsunmittelbaren Herrschaft Ruppin der Grafen von Lindow-Ruppin. Bereits 1491 wird in alten Urkunden die Familie von Kalebuz als ansässig benannt und 1525 auch als begütert aufgeführt. Ein Visitationsprotokoll von 1541 erwähnt den Namen „Kampil“.
In Kampehl befindet sich in der Gruft der Dorfkirche aus dem 13. Jahrhundert die Mumie des Ritters Kahlbutz, der berühmteste Vertreter dieses Geschlechtes. Der Ritter Kahlbutz soll der Sage nach den Schäfer Pickert erschlagen haben. Bei der Gerichtsverhandlung, in der er mangels Beweisen einen Entlastungseid leistete (und die Gerichtsverhandlung daraufhin als freier Mann verließ), soll er gesagt haben: „Wenn ich doch der Mörder bin gewesen, dann wolle Gott, soll mein Leichnam nie verwesen.“ Im Jahr 1702 starb Kahlbutz und wurde in der Gruft beerdigt. Als man die Gruft der Kirche 1794 wieder öffnete, fand man in ihr neben zahlreichen verwesten Leichen die unverweste Leiche des Ritters Kahlbutz. Bis heute ist nicht geklärt, warum die Leiche des Ritters Kahlbutz nicht verweste.
Außerdem war es der Ort der Kleeblattregion (eines gemeinsamen kommunalen Kooperationsraums von Kyritz, Neustadt (Dosse), Wusterhausen/Dosse und Gumtow), in dem die ersten Schöller-Festspiele stattfanden. Zwischen 2005 und 2015 organisierte der damalige Pfarrer der evangelischen Kirchengemeinde Neustadt-Köritz-Kampehl zudem hier die Kalebuz-Kultur-Veranstaltungen. Unter Anderen traten dort Karsten Troyke, Peter Ensikat und Schwarze Grütze mit Musik, Lesungen oder Kabarettprogrammen auf. Jeweils zum Geburts- und Todestag des Ritters Kahlbutz gab zu dieser Zeit Hans Marquardt ein Konzert mit Liedern von Georg Kreisler.

## Gutsgeschichte
Kampehl war ein alter Gutsort, das Rittergut im Besitz von alten Adelsfamilien, teils auch in bürgerlicher Hand. Einige Generation stellte die Familie von Kahlbutz den Gutsbesitzer, dann wohl zum Anteil kurzzeitig um 1524 die von Bismarck, mit Freidank von Bismarck. Nachfolgend erwarben es Mitte des 16. Jahrhunderts die von Kröcher. Die Familienlinie von Kröcher-Kampehl geht seit 1567 auf Jürgen von Kröcher zurück, verheiratet mit Elisabeth von Grambow, dann ihr Sohn Joachim von Kröcher-Barsikow, sowie der Enkel Hans Mathias von Kröcher. 1785 ist Hans Ernst Wilhelm vön Kröcher der Gutsherr. So weist das 1879 erstmals veröffentlichte General-Adressbuch der Rittergutsbesitzer eine Familie Krell als Eigentümer der 246 ha Fläche aus. Zum Gut gehörte eine Brennerei, die aber zu jener Zeit außer Betrieb war. Familie Krell betrieb das Gut nicht selbst, sondern verpachtete es an die örtliche Brauerei.
Kurz vor der Wirtschaftskrise Ende der 1920er Jahre hatte Kampehl eine Gutsherrin, Wanda, verwitwete Fürstin Blücher von Wahlstatt, geborene Prinzessin Radziwiłł (1877–1966), dritte Ehefrau des 1916 verstorbenen 3. Fürsten Blücher von Wahlstatt Gebhard Leberecht Blücher von Wahlstatt, mit Witwensitz auf Schloss Kampehl. Den Gutsbetrieb leitete ein Inspektor F. Bauske. Zum Rittergut gehörten noch 268 ha. Nach den Gothaischen Genealogischen Hofkalendern gehörte Gut Kampehl schon vor 1919 der Fürstin Blücher. Sie bewohnte das Anwesen mit ihren beiden Töchtern Elisbarth und Wanda, zu Beginn auch mit dem Sohn Graf Hubert Blücher, über 1941 hinaus. Fürstin Blücher legte 1945 noch Einspruch wider der Enteignung von Gut Kampehl ein. Die Familie ging danach nach England.